# Nowyczi
Nowyczi (ukr. Новичі; pol. hist. Nowicze) – wieś na Ukrainie, w obwodzie chmielnickim, w rejonie szepetowskim, w hromadzie Sudyłków. W 2001 liczyła 280 mieszkańców.
Znajduje się tu przystanek kolejowy Nowyczi, położony na linii Koziatyn – Szepetówka.
Urodziła się tu żydowska socjalistka Fanny Kapłan.